# Хей Хаус
Хей Хаус — издательство, основанное в 1984 году писательницей Луизой Хей, известной своими книгами о «Новом мышлении». Штаб-квартира Хей Хаус находится в Карлсбаде, Калифорния, и (по состоянию на 2018 год) ею управляет Рид Трейси. Хей Хаус описывает себя как «компания по преобразованию разума, тела и духа». Их целевой аудиторией являются читатели, интересующиеся самопомощью, личностным ростом и альтернативной медициной.

## История
Хей Хаус была основана в 1984 году и зарегистрирована в 1987 году для продажи книг Луизы Хэй по самопомощи, в том числе Heal Your Body и You Can Heal Your Life. Вскоре после этого Хей Хаус начал публиковаться для других авторов, подпадающих под категорию «разум-тело-дух», таких как Уэйн Дайер, Сьюз Орман, Дипак Чопра, Марианна Уильямсон, Сильвия Браун, Тэвис Смайли, Эстер Хикс и Дорин Вертью.
Рид Трейси присоединился к Хей Хаус в качестве бухгалтера в 1988 году. Он стал генеральным директором в 1990 году в возрасте 25 лет.
Штаб-квартира находится в Карлсбаде, штат Калифорния, с дополнительными офисами в Нью-Йорке, Лондоне, Сиднее, Йоханнесбурге и Нью-Дели.
По данным The New York Times Magazine, в 2007 году издательство продало более 6 миллионов книг и другой продукции, принеся доход в размере 100 миллионов долларов США. По состоянию на 2018 год Хей Хаус сообщает, что они издают книги более 130 авторов и продают свои продукты и услуги в более чем 35 странах, а также что у них работает более 100 штатных сотрудников.

## Миссия и практика
Хей Хаус публикует авторов, которые пишут на такие темы, как экстрасенсорное чтение, энергетическая медицина, медитация, карты Таро, альтернативная медицина, нумерология, астрология и целостное здоровье. Хей Хаус проводит групповые мероприятия, на которых фанаты могут заплатить за вход на семинары авторов, которые затем могут выступать с презентациями. Они также издают компакт-диски, DVD-диски, календари и картотеки.
Издатель также предлагает радиостанцию Хей Хаус Радио, которая транслирует радиопередачи авторов Хей Хаус в прямом эфире. У них также есть дополнительные веб-сайты, такие как Hay House Online Learning, место для онлайн-курсов их авторов, и Heal Your Life, онлайн-программа самопомощи и личностного роста. Эти сервисы доступны в виде приложений для телефонов и планшетов. У них также есть подразделение под названием Balboa Press, самостоятельная издательская компания, которая была создана в партнерстве с Author Solutions в 2010 году.
Хей Хаус продвигает идею о том, что «традиционное западное обучение, кодифицированное университетами, присуждающими модные степени, ужасно неполно, иногда вредно и должно быть дополнено другими способами познания». Основатель Хей Хаус Луиза Хей объясняет, что Хей Хаус на самом деле не поддерживает все, что пишут их авторы. Они также отвергают некоторых авторов и усердно работают, чтобы оставаться в тренде с последними модными тенденциями в области самопомощи.
В статье 2008 года Оппенгеймер цитирует нынешнего генерального директора Рида Трейси, который сказал: «На данный момент мы продали более 40 миллионов продуктов в США, и мы думаем, что многим из этих людей помогли». Hay House не проверяет утверждения их авторов. Авторы получают признание издателя за отзывы, которые они получают, а не за достоверность или точность их заявлений.